# Рамус, Грасильяну
Грасилиа́ну Ра́мус ди Оливе́йра (порт.-браз. Graciliano Ramos de Oliveira; 27 октября 1892, Кебрангулу, Алагоас, Бразилия — 20 марта 1953, Рио-де-Жанейро, Бразилия) — бразильский писатель, переводчик, журналист, автор мемуаров.

## Биография
Был старшим из 16 детей в семье. В 1927 году был избран мэром Палмейра-дуз-Индиус (1928-1930), однако подал в отставку. В 1936 году, во время антикоммунистического террора, подвергся аресту и провёл около 10 месяцев в заключении за свою политическую деятельность без приговора суда (формально за участие в Ноябрьском восстании 1935 года, что, впрочем, не было доказано). Свой опыт тюремного заключения изложил в «Воспоминаниях о тюрьме» (Memórias do cárcere), опубликованных посмертно в 4 томах (1953). Член Бразильской коммунистической партии с 1945 года. 
Представитель бразильского критического реализма и северного регионализма 1930-х годов (regionalismo nordestino, в бразильском литературоведении относится к периоду модернизма), продолжатель традиций португальского писателя Жозе Марии Эсы ди Кейроша и основателя Бразильской академии литературы Жуакина Марии Машаду ди Ассиса. Ввёл в бразильскую литературу социальный психологизм. Несмотря на принадлежность к писателям так называемого поколения 1930-х годов, занимал индивидуальную позицию среди романистов своего времени (Ракел ди Кейроc, Жоржи Амаду, Жозе Линс ду Регу). Мартинс (W. Martins) характеризовал писателя как стоящего особняком автора, как степного волка (lobo da estepe).
Первый роман «Каэтес» (Caetés) о провинциальном городке начал писать в 1926 году (создан до 1930 года, опубликован в 1933 году). Признание принёс роман «Сан-Бернарду» (S. Bernardo, 1934), осуждающий разлагающее влияние собственности на человеческую личность. Роман «Тоска» (Angústia, 1936), отмеченный влиянием символизма и натурализма, был опубликован после освобождения из тюрьмы благодаря помощи Жозе Линса ду Регу и других друзей. Тяжёлой жизни крестьян северо-востока страны посвящён роман «Иссушенные жизни» (Vidas Secas, 1938, русский перевод 1961), считающийся одним из наиболее значимых произведений писателя и экранизированный в 1963 году. 
Помимо романов, выступил как автор сборника рассказов «Бессонница» (Insônia, 1947) и произведений для детей. Также переводил на португальский произведения Букера Вашингтона, Альбера Камю (A Peste) и других писателей. 
Активный участник движения сторонников мира. В 1952 году получил приглашение посетить Москву на первомайские праздники, после чего совершил большое путешествие по Европе. Впечатления от поездки в СССР и Чехословакию изложил в книге «Путешествие» (Viagem, опубликована посмертно в 1954 году). Награждён несколькими литературными премиями (Иберо-Американская премия Фонда Уильяма Фолкнера, 1962, (Бразилия)). Был избран президентом Бразильской ассоциации писателей.

## Амаду о Рамусе
В «Каботажном плавании» Жоржи Амаду отвёл Грасилиану Рамусу отдельные рубрики: «Масейо́, 1933. Визит» (Maceió, 1933. Visita, данная запись не вошла в перевод А. С. Богдановского), где поведал читателям историю своего с ним знакомства и многолетней дружбы, и «Рио, Буэнос-Айрес, Сантьяго, 1953. Похороны» (Rio, Buenos Aires, Santiago, 1953. Enterro) о своей скорби о его смерти. В мемуарах Амаду несколько раз именует писателя «старик Граса», «учитель Граса» (o velho Graça, mestre Graça — сокращённо от Грасилиану). В 1933 году имя Рамуса не было известно ни публике, ни критике, но в литературных кругах Рио-де-Жанейро из рук в руки переходил неизданный оригинал первого романа нового писателя, высланный автором по просьбе издателя А. Ф. Шмидта (Augusto Frederico Schmidt). Роман произвёл столь сильное впечатление на молодого Амаду, что он решил отправиться из Рио-де-Жанейро в Алагоас для личного знакомства с его автором и много лет спустя запечатлел в воспоминаниях запомнившийся портрет: «Я помню его таким, каким увидел впервые за стойкой бара: в соломенной шляпе с тростью и сигаретой, худое лицо, скупые жесты. Он казался сухим и закрытым, о нём отзывались, как о пессимисте, но он был приятным и компанейским собеседником, верил в человека и в будущее».
Писатели подружились. Впоследствии дочь Грасилиану, Луиза, вышла замуж за брата Жоржи Жамиса (James), так внучка Рамуса стала племянницей Амаду. Скрестились ветви семейств Рамус и Амаду, смешавшись, их кровь дала цветок по имени Фернанда.

## Сочинения
- 1933 — «Каэтес» (Caetés, роман создавался с 1926 года)
- 1934 — «Сан Бернардо» (São Bernardo, роман)
- 1936 — «Тоска» (Angústia, роман)
- 1938 — «Иссушенные жизни» (Vidas Secas, русский перевод 1961, роман)
- 1953 — «Воспоминания о тюрьме», т. 1-4 (Memórias do Cárcere, мемуары, посмертная публикация)
- 1954 — «Путешествие»[6] (Viagem, мемуары, посмертная публикация)

## Переводы на русский язык
- Два друга : рассказ // Бразильские рассказы. — М., 1959.
- Иссушенные жизни = Vidas Secas : роман / Перевод с порт. С. Брандао, Э. Чернова. — М. : Государственное издательство художественной литературы, 1961. — 88 с. — (Зарубежный роман XX века). — 100 000 экз.
- Иссушенные жизни = Vidas Secas : роман / Перевод с порт. С. Брандао, Э. Чернова. — М. : Художественная литература, 1961. — 88 с. — (Народная библиотека).
- Свидетель : рассказ // Под небом Южного Креста. Бразильская новелла XIX≈XX веков. — М., 1968.
- Сан-Бернардо. Главы 1—18 / пер. с порт. Л. Бреверн. — В: Сан-Бернардо = São Bernardo : роман // Иностранная литература : литературно-художественный журнал. — 1976. — № 11. — С. 77—118.
- Сан-Бернардо. Главы 19—36 / пер. с порт. И. Чежеговой. — В: Сан-Бернардо = São Bernardo : роман // Иностранная литература : литературно-художественный журнал. — 1976. — № 12. — С. 98—138.
- Сан-Бернардо = São Bernardo : роман, рассказы / Предисловие И. А. Тертерян, перевод с порт. Л. Бреверн, И. Чежеговой, В. Фёдорова. — М. : Художественная литература, 1977. — 216 с.